# Isak I Komnenos
 Isak I Komnenos av Bysans, född cirka 1007, död 1061, var monark i kejsardömet Bysans mellan år 1057 och 1059. 
Isak Komnenos uppsattes 1057 av feodaladeln och militären på tronen, sedan under de sista regenterna av makendonska huset rikets stormaktsställning förstörts. Men stor kraft och en obändlig vilja att förnya det åldrade riket mötte Isak Komnenos yttre och inre fiender. Plötsligt avsade han sig 1059 regeringen, troligen av missmod. Sin återstående tid framlevde han i ett kloster.